# Blackwell (微架构)
Blackwell是英伟达研發的圖形處理器（GPU）微架構，英伟达于2024年3月18日對外公佈該微架構。Blackwell架构以统计学家和数学家戴维·布莱克韦尔的名字命名。GeForce RTX 5000系列的顯卡就是Blackwell架構。Blackwell架構還支持GDDR7、HBM3e、PCIe 5.0以及PCIe 6.0。